# 濱矢廣大
- 浜矢広大

濱矢 廣大（はまや こうだい、1993年2月27日 - ）は、奈良県吉野郡十津川村七色出身のプロ野球選手（投手）。左投左打。
「濱」と「廣」が旧字体であることから、メディアによっては「浜矢広大」の表記もみられる。

## 経歴

### プロ入り前
小学校2年の時に野球を始め、中学校時代は硬式野球チーム「熊野ベースボールクラブ」に所属していた。当時のポジションは主に一塁手。高校は和歌山県立日高高等学校中津分校に進学。2年秋に同期に投手が少なかったことと、身長が185cmと高かったことを理由に監督（当時）の細峪規良によって一塁手から投手にコンバートされ、エースとして迎えた3年夏の和歌山県大会では、初戦の近畿大学附属新宮高等学校戦で敗退した。
高校卒業後はHonda鈴鹿に加入し、3年目よりエース格となった。
2013年10月24日のドラフト会議で東北楽天ゴールデンイーグルスから3位指名を受け、11月26日に契約金6000万円、年俸1000万円で仮契約した。背番号は13。

### 楽天時代
2014年、即戦力として期待されていたが8月の肋骨骨挫傷により一軍昇格が遅れ、9月23日に初昇格。新人投手8人中7人目のデビューとなった。その後9月28日の埼玉西武ライオンズ戦にプロ初登板、初先発。5回0/3を投げて2失点で初勝利を挙げた。一軍での登板はこの1試合に終わった。
2015年、春季キャンプ前の自主トレーニングで自らが課題とするフォークの握り方を岩隈久志と塩見貴洋から教わった。中継ぎ陣の一角として開幕一軍に選ばれるが、不安定な投球が続き、4月16日に一軍登録を抹消。その後も2度一軍に上がるが、結果は残せなかった。
2016年、13試合に登板して2勝とプロ初のホールドを挙げたが、防御率は10.24と悪化した。二軍ではジェイク・ブリガム、宋家豪とともにチームトップの6勝を挙げた。
2017年、オープン戦で好投し、開幕を一軍で迎えた。オリックス・バファローズとの開幕戦で1点リードの7回にマウンドに上がるも、先頭のT-岡田に本塁打を打たれ、降板。その後も四球が投球回を上回る制球難に苦しみ9試合の登板にとどまった。12月3日に、シンガーソングライターの尾田友梨佳と結婚したことを発表した。
2018年、2年連続開幕一軍入りし、7試合に登板して防御率3.72・WHIP1.34を記録したが、4月23日に一軍登録を抹消され、そのままシーズンを終えた。

### DeNA時代
2019年、シーズン開幕直前となった3月26日、横浜DeNAベイスターズの熊原健人とのトレードが発表された。移籍後は2試合に登板してどちらの登板でも3点を奪われ、防御率32.40・WHIP4.80と自己最低の成績に終わった。シーズン終了後の10月中旬から、メキシコのウィンターリーグであるリーガ・メヒカーナ・デル・パシフィコ（LMP）に関根大気と共に参加。ベナドス・デ・マサトランの一員として7試合に先発し、3勝、防御率1.44、被打率.140という成績を挙げた。
2020年、一軍登録がないまま、11月3日に戦力外通告が公示された。12月7日の12球団合同トライアウトに参加し、打者3人と対戦して四球2・死球1の結果だった。

### BCリーグ・茨城時代
2021年2月8日、ベースボール・チャレンジ・リーグ（ルートインBCリーグ）の茨城アストロプラネッツに入団した。背番号は21。同時に、前DeNA監督であるアレックス・ラミレスが主催する企画「Project SAIKI -再輝-」に参加して指導を受けることも明らかにされた。濱矢は入団に際してのコメントで、リーガ・メヒカーナ・デ・ベイスボルからのオファーがあったところにラミレスから話が持ち込まれて応諾したと述べている。

### メキシカンリーグ時代
2021年7月15日、リーガ・メヒカーナ・デ・ベイスボルのベラクルス・イーグルスへの移籍が発表された。3試合に登板し、1勝1敗、防御率4.05を記録した。オフにはLMPのベナドス・デ・マサトランに2年ぶりに参加したが、0勝1敗、防御率10.13と打ち込まれた。
2022年1月19日にFAとなった。

### イタリア・ネットゥーノ時代
2022年3月14日、イタリアの野球トップリーグであるセリエAのネットゥーノ・ベースボール・シティと契約を結んだことが発表された。この年は10試合（うち先発6試合）に登板し、0勝2敗、防御率3.49という成績だった。

### オーストラリア時代
2023年1月3日にオーストラリアの西オーストラリア州を拠点に活動する「ステイトリーグ」に所属するモーリー・イーグルス・ベースボール・クラブ（Morley Eagles Baseball Club）でプレーすることが発表された。
2023年 - 2024年シーズンは、ABLのキャンベラ・キャバルリーでプレーする。

## 詳細情報

### 年度別投手成績
| 年 度     | 球 団     | 登 板 | 先 発 | 完 投 | 完 封 | 無 四 球 | 勝 利 | 敗 戦 | セ 丨 ブ | ホ 丨 ル ド | 勝 率 | 打 者 | 投 球 回 | 被 安 打 | 被 本 塁 打 | 与 四 球 | 敬 遠 | 与 死 球 | 奪 三 振 | 暴 投 | ボ 丨 ク | 失 点 | 自 責 点 | 防 御 率 | W H I P |
| --------- | --------- | ----- | ----- | ----- | ----- | -------- | ----- | ----- | -------- | ----------- | ----- | ----- | -------- | -------- | ----------- | -------- | ----- | -------- | -------- | ----- | -------- | ----- | -------- | -------- | ------- |
| 2014      | 楽天      | 1     | 1     | 0     | 0     | 0        | 1     | 0     | 0        | 0           | 1.000 | 24    | 5.0      | 9        | 0           | 3        | 0     | 0        | 0        | 1     | 0        | 2     | 2        | 3.60     | 2.40    |
| 2015      | 楽天      | 8     | 0     | 0     | 0     | 0        | 0     | 0     | 0        | 0           | ----  | 57    | 10.0     | 19       | 2           | 9        | 0     | 0        | 14       | 0     | 0        | 10    | 8        | 7.20     | 2.80    |
| 2016      | 楽天      | 13    | 0     | 0     | 0     | 0        | 2     | 0     | 0        | 1           | 1.000 | 52    | 9.2      | 12       | 1           | 10       | 1     | 0        | 15       | 0     | 0        | 13    | 11       | 10.24    | 2.28    |
| 2017      | 楽天      | 9     | 0     | 0     | 0     | 0        | 0     | 0     | 0        | 0           | ----  | 46    | 8.2      | 9        | 1           | 10       | 0     | 0        | 8        | 0     | 0        | 5     | 5        | 5.19     | 2.19    |
| 2018      | 楽天      | 7     | 0     | 0     | 0     | 0        | 0     | 0     | 0        | 0           | ----  | 41    | 9.2      | 9        | 1           | 4        | 0     | 0        | 8        | 0     | 0        | 4     | 4        | 3.72     | 1.34    |
| 2019      | DeNA      | 2     | 0     | 0     | 0     | 0        | 0     | 1     | 0        | 0           | .000  | 13    | 1.2      | 3        | 0           | 5        | 1     | 0        | 0        | 0     | 0        | 6     | 6        | 32.40    | 4.80    |
| 通算：6年 | 通算：6年 | 40    | 1     | 0     | 0     | 0        | 3     | 1     | 0        | 1           | .750  | 233   | 44.2     | 61       | 5           | 41       | 2     | 0        | 45       | 1     | 0        | 40    | 36       | 7.25     | 2.28    |

- 2023年度シーズン終了時

### 年度別守備成績
| 年 度 | 球 団 | 投手  | 投手  | 投手  | 投手  | 投手  | 投手     |
| 年 度 | 球 団 | 試 合 | 刺 殺 | 補 殺 | 失 策 | 併 殺 | 守 備 率 |
| ----- | ----- | ----- | ----- | ----- | ----- | ----- | -------- |
| 2014  | 楽天  | 1     | 0     | 1     | 0     | 0     | 1.000    |
| 2015  | 楽天  | 8     | 0     | 2     | 0     | 1     | 1.000    |
| 2016  | 楽天  | 13    | 2     | 1     | 0     | 0     | 1.000    |
| 2017  | 楽天  | 9     | 0     | 0     | 1     | 0     | .000     |
| 2018  | 楽天  | 7     | 0     | 2     | 0     | 0     | 1.000    |
| 2019  | DeNA  | 2     | 1     | 0     | 0     | 0     | 1.000    |
| 通算  | 通算  | 40    | 3     | 6     | 1     | 1     | .900     |

- 2023年度シーズン終了時

### 記録
初記録
投手記録
- 初登板・初先発登板・初勝利・初先発勝利：2014年9月28日、対埼玉西武ライオンズ23回戦（西武ドーム）、5回0/3を2失点
- 初奪三振：2015年3月27日、対北海道日本ハムファイターズ1回戦（札幌ドーム）、8回裏に近藤健介から空振り三振
- 初ホールド：2016年5月14日、対千葉ロッテマリーンズ9回戦（QVCマリンフィールド）、3回裏に2番手で救援登板、1回2/3を無失点

### 独立リーグでの年度別投手成績
| 年 度     | 球 団     | 登 板 | 先 発 | 完 投 | 完 封 | 無 四 球 | 勝 利 | 敗 戦 | セ 丨 ブ | ホ 丨 ル ド | 勝 率 | 打 者 | 投 球 回 | 被 安 打 | 被 本 塁 打 | 与 四 球 | 敬 遠 | 与 死 球 | 奪 三 振 | 暴 投 | ボ 丨 ク | 失 点 | 自 責 点 | 防 御 率 | W H I P |
| --------- | --------- | ----- | ----- | ----- | ----- | -------- | ----- | ----- | -------- | ----------- | ----- | ----- | -------- | -------- | ----------- | -------- | ----- | -------- | -------- | ----- | -------- | ----- | -------- | -------- | ------- |
| 2021      | 茨城      | 17    | 9     | 0     | 0     | 0        | 1     | 3     | 0        | 0           | .250  | 224   | 45.0     | 44       | 2           | 45       | -     | 5        | 27       | 10    | 0        | 33    | 23       | 4.60     | 1.98    |
| 通算：1年 | 通算：1年 | 17    | 9     | 0     | 0     | 0        | 1     | 3     | 0        | 0           | .250  | 224   | 45.0     | 44       | 2           | 45       | -     | 5        | 27       | 10    | 0        | 33    | 23       | 4.60     | 1.98    |

- 2023年度シーズン終了時

### 背番号
- 13（2014年 - 2016年）
- 46（2017年 - 2019年3月28日[26]）
- 56（2019年3月29日[26] - 2020年、2023年 - ）
- 21（2021年）